# یوشانیتسا، مونته‌نگرو
یوشانیتسا (به لاتین: Jošanica) یک منطقهٔ مسکونی در مونته‌نگرو است که در شهرداری آندریژویکا واقع شده‌است. یوشانیتسا ۹۷ نفر جمعیت دارد.